# The Fall of Rome
The Fall of Rome (pol. "Upadek Rzymu") – jedyny album studyjny grupy Winter Solstice, wydany 8 marca 2005 roku.

## Lista utworów
1. "Following Caligula" – 4:20
2. "Calibrate the Virus" – 3:39
3. "Watcher" – 4:01
4. "Courtesy Bow" – 4:23
5. "The Fall of Rome" – 2:22
6. "Malice in Wonderland" – 4:17
7. "55/23" – 3:18
8. "The Hampton Roads Fourth Annual Parade of the Blind" – 3:32
9. "To the Nines" – 4:28
10. "L'Aeroport" – 5:57

## Skład
- Matt Tarpey – śpiew (Fjord, Underoath, We Were Gentlemen)
- JT Turner – gitara elektryczna
- Caleb Goins – gitara elektryczna (Ghost of a Fallen Age, A Stained Glass Romance)
- Nathan Smith – gitara basowa
- Duke Cuneo – perkusja

## Inne informacje
- W utworze "To the Nines" gościnnie pojawił się wokalista grupy As I Lay Dying, Tim Lambesis[2].
- Utwór "The Fall of Rome" jest kompozycją akustyczną instrumentalną. W utworze tym pojawił się gościnnie Chris Dowhan (partie klawiszowe).
- We wkładce do płyty zawarto słowa "This Is The Way The World Ends" (pol. "W taki sposób kończy się świat"). Tytuł płyty oraz okładka stanowi metaforyczne odniesienie do upadku cesarstwa rzymskiego. We wkładce do płyty znajduje się także imitacja nadpalonego tekstu preambuły Konstytucji Stanów Zjednoczonych rozpoczynającej się od słynnych słów "We, the people..." (pol. "My, naród...").